# Johann Rethe

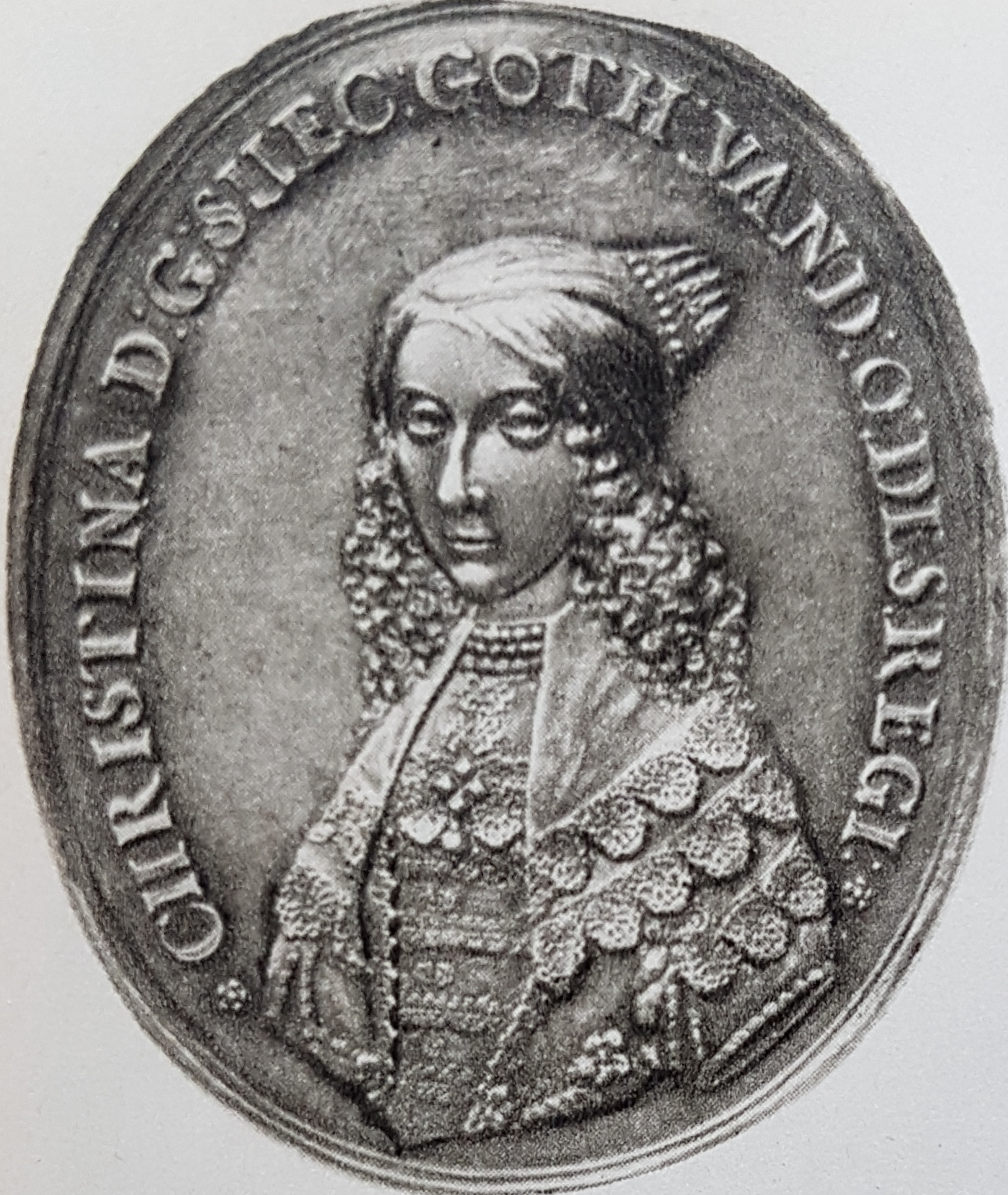

Johann (Hans) Rethe (Rehter, Reteke, Rhete), född omkring 1615–1620, död troligen omkring 1682 i Hamburg, var en tysk mynt och medaljgravör.
Han tillhörde sannolikt boktryckarfamiljen Georg Rhete i Danzig. Hans arbeten kan spåras från stampar till thaler och praktmynt med bilder på drottning Kristina utförda vid myntverket i Riga 1643. Sommaren 1647 fick myntmästaren Henrik Wulffenskiöld i Riga order om att sända Rethe till Sverige för att han skulle kunna tillverka ett par stampar till skådepenningar. Efter att arbetet var klart återvände han till Riga men redan påföljande år upprättas ett kontrakt om anställning mot en årlig lön av mer än 600 riksdaler för hans tjänster vid myntverket i Stockholm. I oktober 1649 omnämns i handlingar att Rethe erhållit 138 riksdaler extra för ett antal Conerfeys och i november samma år höjs hans lön till 900 riksdaler. I juli 1654 efter drottnings Kristinas tronavsägelse fick han i uppdrag att tillverka nya sigill för Kommerskollegium och med anledning av Kristinas tronavsägelse präglade även tre medaljer signerade av Rethe- För Karl X Gustavs förmälning 1654 och vid tronföljaren prins Karl födelse 1655 utförde han ytterligare medaljer. 
Han slutade troligen sin tjänst i Stockholm 1656 och flyttade åter till Hamburg där han verkade som medaljgravör och fick en fast anställning vid Hamburgs myntverk 1664. I väntan på den fasta tjänsten utförde han ett flertal porträttmedaljer över nordtyska furstar och ståndspersoner samt guldsmedsarbeten. Många av hans tyska medaljer har felaktigt tillskrivits hans son Johann Reteke som var utbildad av sin far och efter avslutad lärotid deltog i faderns arbete.